# Romànovka (Saràtov)
|  | Per a altres significats, vegeu «Romànovka». |

Romànovka (en rus: Романовка) és un poble (un possiólok) de l'óblast de Saràtov, a Rússia, segons el cens del 2021 tenia 6.229 habitants.